# Kvithaugane
Die Kvithaugane (norwegisch für Weiße Felsvorsprünge) sind eine Gebirgsgruppe im ostantarktischen Königin-Maud-Land. Im Gebirge Sør Rondane liegt sie südlich des Mefjell und der Bergersenfjella.
Wissenschaftler des Norwegischen Polarinstituts benannten sie 2016 deskriptiv.